# Geoffroea
Geoffroea és un gènere d'arbustos i arbres petits tropicals i subtropicals de l'Amèrica del Sud.